# Linia kolejowa Jerxheim – Börßum
Linia kolejowa Jerxheim – Börßum – dawna niezelektryfikowana, jednotorowa i lokalna linia kolejowa w kraju związkowym Dolna Saksonia, w Niemczech. Linia łączyła Jerxheim z Börßum.